# Schleifmühle (Diespeck)
Schleifmühle (anhörenⓘ) ist ein Gemeindeteil der Gemeinde Diespeck im Landkreis Neustadt an der Aisch-Bad Windsheim (Mittelfranken, Bayern). Schleifmühle liegt in der Gemarkung Diespeck.

## Geografie
Die Einöde lag am Sachsenbach, einem rechten Zufluss der Aisch. Sie ist mittlerweile als Haus Nr. 19 der Schleifmühlstraße von Diespeck aufgegangen.

## Geschichte
Der Ort besteht mindestens seit 1768.
Gegen Ende des 18. Jahrhunderts gehörte die Schleifmühle zur Realgemeinde Diespeck. Das Hochgericht übte das brandenburg-bayreuthische Stadtvogteiamt Neustadt an der Aisch aus. Das Anwesen hatte das Kastenamt Neustadt an der Aisch als Grundherrn. Unter der preußischen Verwaltung (1792–1806) des Fürstentums Bayreuth erhielt die Schleifmühle die Hausnummer 105 des Ortes Diespeck.
Von 1797 bis 1810 unterstand der Ort dem Justizamt Dachsbach und Kammeramt Neustadt. Im Rahmen des Gemeindeedikts wurde Schleifmühle dem 1811 gebildeten Steuerdistrikt Diespeck zugeordnet. Es gehörte der 1813 gegründeten Ruralgemeinde Diespeck an.

### Baudenkmal
- Schleifmühlstr. 19: Türsturz[8]

### Einwohnerentwicklung
| Jahr      | 001818 | 001840 | 001861 | 001871 | 001885 | 001900 | 001925 | 001950 | 001961 | 001970 | 001987 |
| Einwohner | 5      | 5      | 13     | 3      | 4      | 4      | 6      | 6      | 4      | 3      | *      |
| Häuser    | 1      | 1      |        |        | 1      | 1      | 1      | 1      | 1      |        | *      |
| Quelle    | [ 10 ] | [ 11 ] | [ 12 ] | [ 13 ] | [ 14 ] | [ 15 ] | [ 16 ] | [ 17 ] | [ 18 ] | [ 19 ] | [ 20 ] |

## Religion
Der Ort ist evangelisch-lutherisch geprägt und bis heute nach St. Johannes Baptist (Diespeck) gepfarrt. Die Einwohner römisch-katholischer Konfession sind nach St. Johannis Enthauptung (Neustadt an der Aisch) gepfarrt.